# Папужець малазійський
Папужець малазійський (Psittacula longicauda) — вид папугоподібних птахів родини Psittaculidae. Поширений в Південно-Східній Азії.

## Поширення
Вид трапляється на Андаманських і Нікобарських островах (Індія), Кокосових островах (М'янма), на півдні Таїланду, в Малайзії, Сінгапурі, на Калімантані (включаючи острови Натуна), Суматрі, включаючи дрібні острови Ріау, Енгано, Ніас, Бангка і Белітунг в Індонезії. Мешкає на висоті до 300 м, але віддає перевагу прибережним регіонам, населяючи мангрові зарості, болотні ліси (у тому числі торф'янисті ліси), узлісся, частково очищені землі, плантації олійних пальм і кокосові гаї.

## Підвиди
Описано 5 підвидів:
- P. l. tytleri (Hume, 1874) — Андаманські та Кокосові острови;
- P. l. nicobarica (Gould, 1857) — Нікобарські острови;
- P. l. modesta (Fraser, 1845) — острів Енгано;
- P. l. longicauda (Boddaert, 1783) — південь Малайського півострова, Сінгапур, Суматра, Ніас, острів Бангка, острови Анамбас, Борнео;
- P. l. defontainei Chasen, 1935 — о-ви Натуна.

## Опис
Птах завдовжки від 40 до 48 см і ваги від 168 до 196 г. Верхній дзьоб червоний, нижній чорнувато-червоний. Коронка і область над лінією від цера до ока темно-зелені. Область від нижньої щелепи і підборіддя до нижніх сторін шиї чорна. Решта голови і шиї рожеві . Мантія і верх спини світло-жовтувато-зелені. Поперек світло-блакитний. Верхній покрив хвоста зелений. Нижня сторона зеленувато-жовта, на череві трохи темніша. Крила зелені з тьмяно-блакитними перами.

## Спосіб життя
Птах віддає перевагу узліссям джунглів, відкритим прибережним лісам з пальмами та мангровими заростями та затопленим рівнинам із великими мертвими деревами. Це мігрант, який поза сезоном розмноження організовується у великі зграї, які щовечора збираються на гігантських спальних деревах або на верхівках густих бамбукових гаїв. Основу раціону складають насіння, фрукти (дуже популярна папая), квіти (любить квіти акації), пагони та ягоди. Гніздиться в дуплі мертвого дерева, куди самиця відкладає 2-3 яйця.